# Жак-Луї Давід
Жак-Луї́ Даві́д (фр. Jacques-Louis David; 30 серпня 1748, Париж, Французьке королівство — 29 грудня 1825, Брюссель, Нідерланди (нині Бельгія) — французький живописець, маляр. Відомий представник Просвітництва і неокласицизму. Учасник французької революції 1789-99; придворний художник Наполеона I. Творив на античні теми (Клятва Гораціїв), сюжети, пов'язані з епохою революції та імперії (Смерть Марата), портрети. Палкий прихильник Наполеона, після його поразки переїхав до Бельгії.

## Життєпис. Ранні роки
Народився в Парижі в родині комерсанта. У дев'ять років батько був убитий на дуелі і вихованням племінника опікувалась родина його матері — Бюрон, де були архітектори. Хлопця рано залучили до малювання, яке і без примусу захоплювало підлітка. Юнаком його намагалися пристроїти в учні до відомого художника доби рококо — Франсуа Буше.

## Дотримання стилістики рококо
Найкращі зразки живопису рококо дали Франція і Італія. У Франції засновниками рококо стали француз Антуан Ватто та італійка з Венеції Розальба Кар'єра. Пізніше справу продовжили Франсуа Буше та Жан-Оноре Фраґонар і декілька майстрів незрівнянно меншого обдарування. Буше зробив вдалу кар'єру при королівському дворі, а його покровителькою стала сама маркіза де Помпадур, некоронована володарка Франції і офіційна фаворитка короля. Звернення родичів Давіда до Буше було логічним, тому що той мав славу, звання першого живописця короля, великі гроші, власний будинок на вулиці Рішельє. Не дивно, що представники родини Бюрон зажадали, щоби все це з часом мав і їх племінник, якщо пощастить. Але старий Буше відхилив пропозиції і порадив навчати здібного юнака у свого учня — художника В'єна. Жозеф Марі В'єн (1716—1809) і став першим академічним вихователем Жака-Луї, прищеплюючи тому стилістику рококо.

## Боротьба за Римську премію та перше перебування в Римі
У ранніх творах Давіда — все ті ж античні персонажі, що й на картинах відомих представників панівного стилю, лялькові, манірні («Двобій Марса і Венери», «Діти Ніоби, яких постріляли Діана і Аполлон» та ін.). Навіть рання картина «Смерть філософа Сенеки» з трагічним сюжетом — лялькова і манірна. Фігурки людей — маленькі, всі метушаться навколо помираючого, жести — занадто театральні, а колорит — як на обгортці цукерки. Забуваєш, що це розповідь про смерть. Існувала безліч подібних картин. Студент Давід декілька разів узяв участь у конкурсах на Римську премію, але кожен раз через інтриги в журі її давали іншим претендентам. Нарешті чергова рококова композиція Давіда «Лікар Еризістрат відкриває причину любовної хвороби сина Селевка, Антіоха» (1774 р.) в четвертому конкурсі принесла Давіду Римську премію і право на подорож до Риму.

Перебування в Італії добре вплинуло на Давіда. Пізніше він захоплено описав свій стан:
| Ліві лапки | Коли я опинився в Італії, мене буквально оп'янив той дух свободи, який витав як в стінах Академії, так і просто на вулицях і площах Риму. Порівняно з італійцями ми виглядали манірними снобами, що перебували в полоні умовностей. Месьє В'єн неодноразово сварив нас за розбещеність і недисциплінованість, а ми, хоч і старались коритись його вимогам, все-таки відчували себе випущеними з клітки на волю птахами... | Праві лапки |

Окрім Риму, Давід разом з приятелями відвідав Капую, Казерту, Неаполь, розкопки в місті Помпеї, Флоренцію. Серед тих, кого знав у папській столиці молодий художник — римський живописець Помпео Батоні, теж прихильник класицизму.
Після перебування і наполегливої праці у Римі (1775—1780) сформувався абсолютно інший митець, послідовник класицизму, його найкращий представник у мистецтві Франції XVIII століття. Програмним твором цього періоду стала картина «Присяга Гораціїв». Ніяких маленьких фігур, ніякої метушні, ніяких солоденько-цукеркових фарб. Брати́ клянуться перед військовим походом і йдуть на смерть. Смерті ще нема (два брати з трьох загинуть), а смерть вже відчувається в суворих фарбах і урочисто-пригніченому настрої твору.

## Творчі періоди художника
Творчі періоди Давида умовно можна поділити на:
- початковий (в стилі рококо)
- класицизм римського періоду
- революційний класицизм
- ампір.

## Повернення і одруження
З Риму в Париж повернувся молодий митець, що пізнав першу славу. Вже перші створені ним картини і замовні портрети приватних осіб принесли йому популярність та матеріальні статки («Присяга Гораціїв», «Портрет графа Потоцького верхи», «Велізарій просить милостиню»). Дені Дідро схвально відгукнувся про всі картини Давіда в рукопису «Салон 1781 р.», який далеко розійшовся від Парижу в копіях.
У 1782 р. Давід узяв шлюб з Маргаритою Пекуль. Родина мала четверо дітей.
У 1784—1785 рр. Давід вдруге відвідав Італію.

## У роки революції

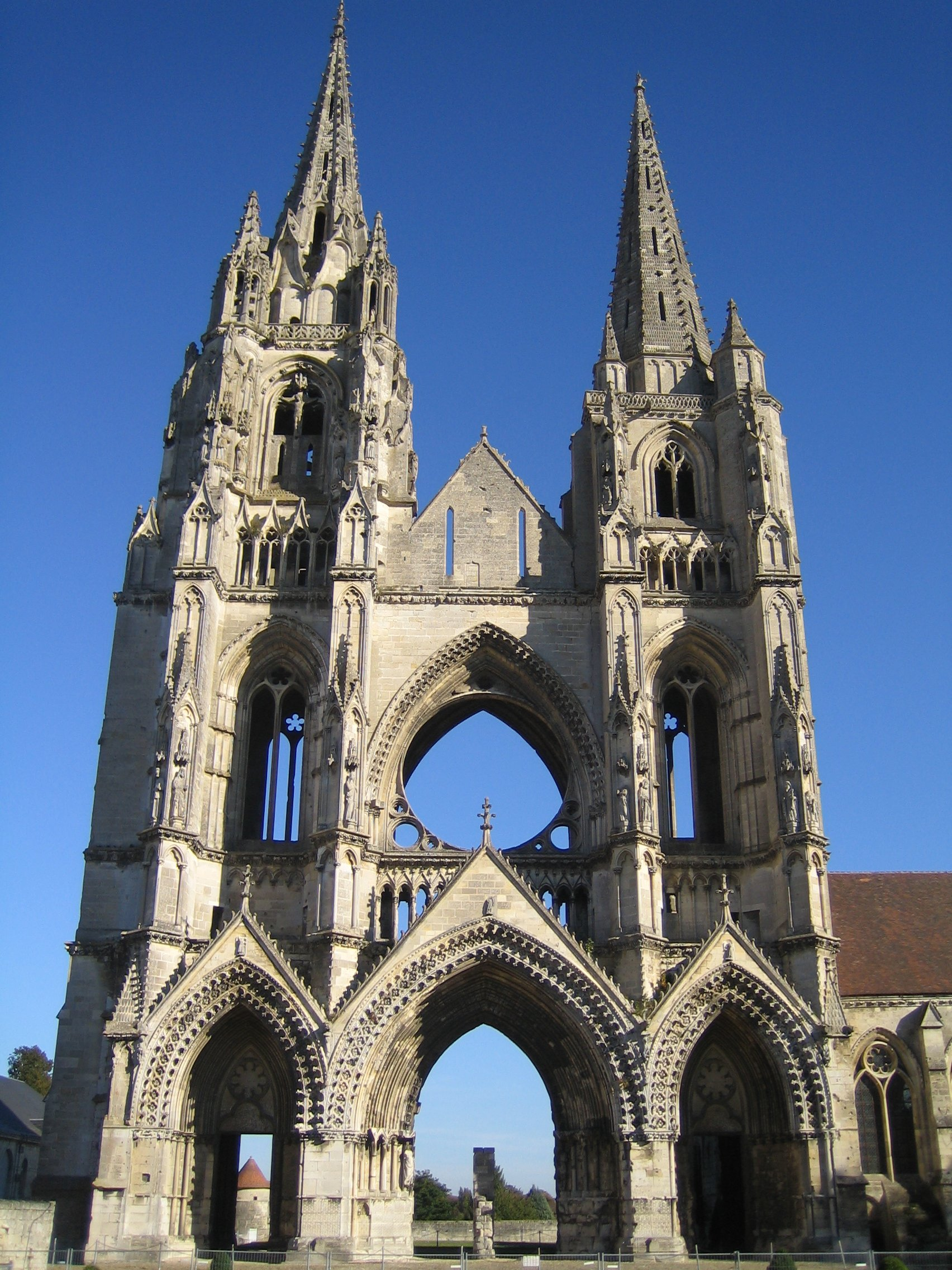
Готичний собор у Суассоні, який не встигли розібрати вщент революціонери 1789–1793 рр. Сучасна консервація, стан на 2005 р.

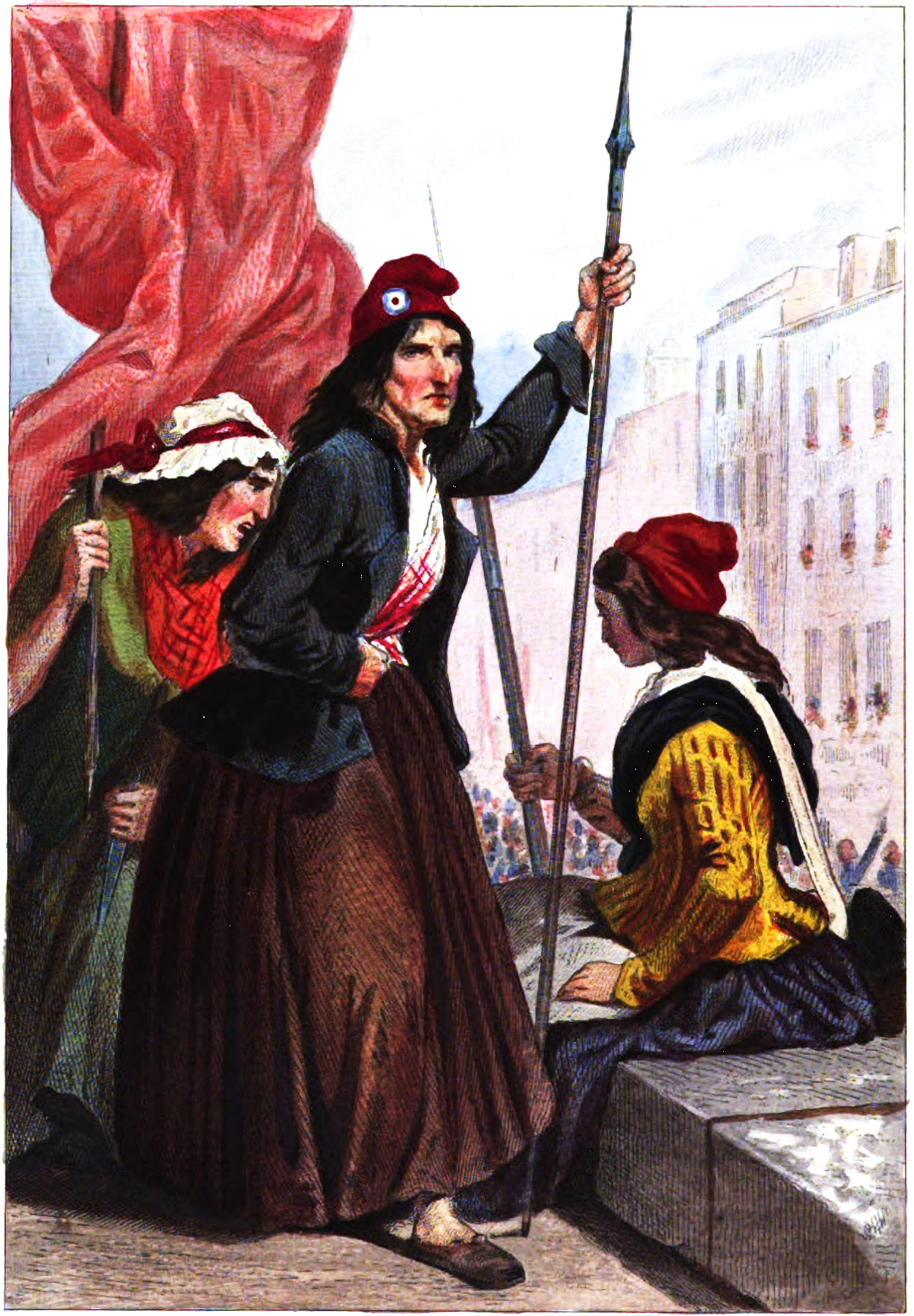
Фурія Гільйотини

Людина, що не дуже розбиралась у політиці і в тогочасних політиках, художник Давід прийняв революцію і всіма засобами слугував їй. Він написав портрети відомих генералів, захисників революційної Франції, її убитих героїв-революціонерів, став режисером нових, малозрозумілих, революційних свят. Саме Давід чимало зробив для піднесення престижу художника, як фаху, здатного діяльно служити державі, (республіці на той час), а не вельможним особам.
Бурхливі політичні події втягнули його у самий вир стрімких змін. Давід був членом клубу якобінців (колишній Клуб друзів конституції), членом Національного Конвенту. Він був серед тих, хто голосував без зволікань за страту короля Франції. Голосування було поіменним і вносилось у протокол.
Але головним полем діяльності Давіда залишалось мистецтво. Саме він став головою художнього життя Парижу в роки революції. Давід всіляко сприяв рятуванню художніх скарбів з садиб і палаців емігрантів-аристократів, яких революційний уряд перевів у статус зрадників і конфіскував їх майно.
Давіда як діяча мистецтв налякали випадки руйнації готичних соборів і церков, що покотилися Францією, побиті стародавні вітражі доби середньовіччя, порубані голови скульптур кам'яних королів у соборі Нотр Дам. Колишній королівський палац Лувр, який намагалися зруйнувати, нарешті перетворили на Національний музей, куди почали звозити врятовані картини і малюнки, меблі, гобелени, бронзу, античні скульптури, доля яких вважалася вкрай небезпечною в часи боїв чи народних заворушень у провінціях.
Не забував художник і про колег, що бідували. Давід виступав ходатаєм перед революційним урядом заради матеріальної допомоги митцям, що не поділяли політичних позицій майстра, але залишались відомими фахівцями декоративного чи навіть ужиткового мистецтва, непотрібного революції. Так, старого Жана-Оноре Фраґонара Давід залучив до рятування творів мистецтва. Фрагонар досліджував покинуті садиби аристократів (вимушених емігрантів, що рятували своє життя) і звозив до Національного музею (тепер Лувр) покинуті витвори мистецтва. Невідомо, скільки сотень картин врятував саме Фраґонар, ймовірно, не одну… Але історики мистецтва досі дякують тому за тисячі врятованих малюнків старих майстрів, бо первісну колекцію малюнків Лувра скомплектував саме Фраґонар.

## Твори Давіда періоду революційного класицизму

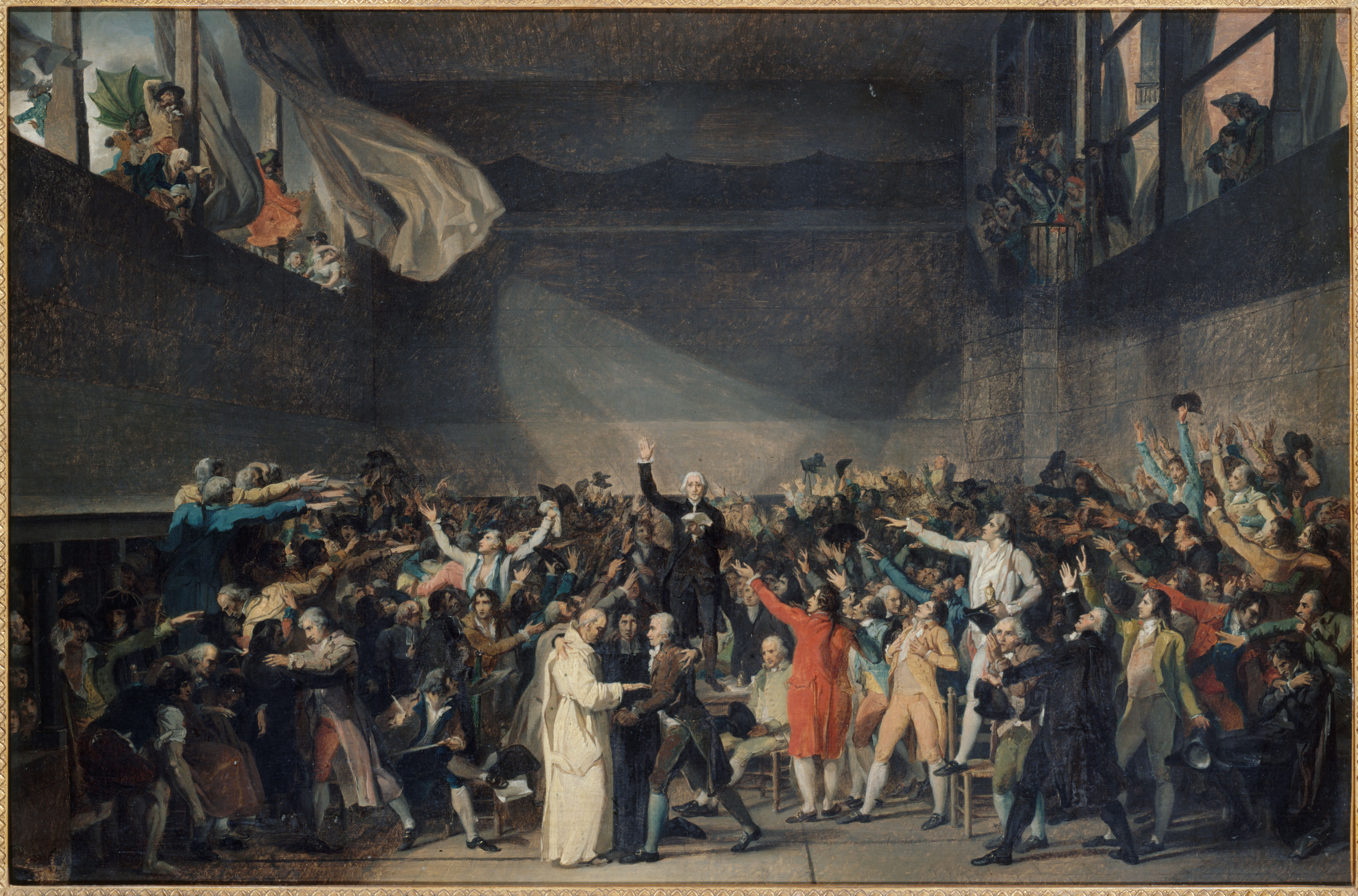
«Присяга депутатів в залі для гри в м'яч», 1791

- «Ліктори приносять Бруту мертвих синів», 1789, Лувр
- «Автопортрет», 1790
- «Присяга депутатів в залі для гри в м'яч», 1791
- Портрет депутата адвоката Барера, малюнок
- Портрет ле Пеллетьє де Сен-Фаржо́, малюнок
- Портрет Дантона, малюнок
- Портрет Сен-Жюста
- «Портрет генерала Лазаря Гоша», Музей мистецтв імені Богдана та Варвари Ханенків, Київ, Україна
- «Убитий ле Пеллетьє»
- «Смерть Марата», Брюссель, Бельгія
- Королева Марія Антуанетта на шляху до гільйотини, малюнок
- оформлення ходи по переносу праху Вольтера у Пантеон в Парижі
- оформлення поховальної ходи убитого ле Пеллетьє
- оформлення поховальної ходи убитого Марата
- оформлення урочистої ходи на честь 1-х роковин захвату королівського палацу революційним народом

## Смерть Марата (1793)

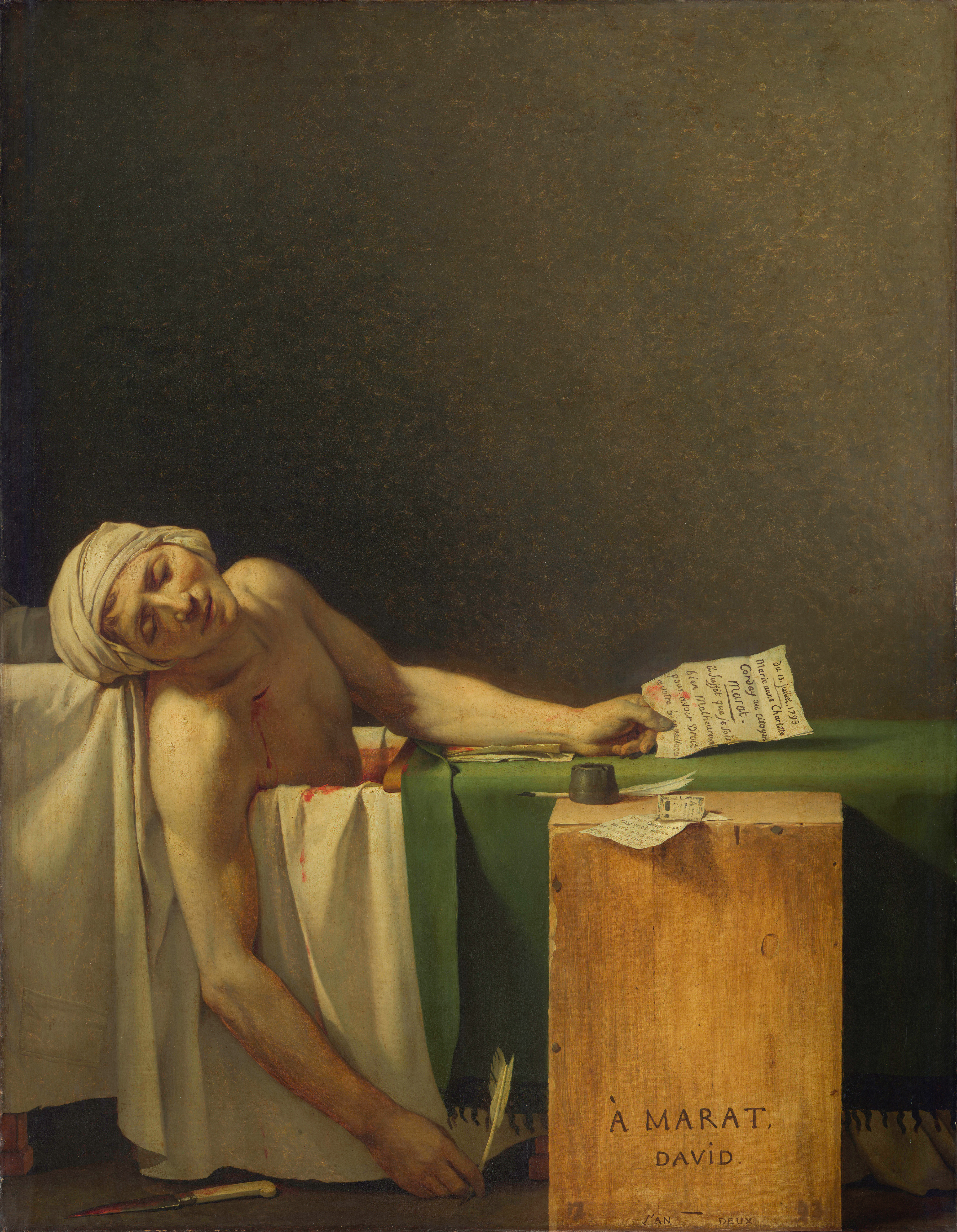
Смерть Марата, (1793), Королівські музеї витончених мистецтв (Брюссель), Бельгія

Давід захоплювався благородною красою грецького мистецтва і намагався віддати данину цьому мистецтву у портреті Марата, однієї з головних фігур Французької Революції. Марат страждав від хвороби шкіри, через яку змушений був щоденно приймати лікувальні ванни. Проте Марат не звик марнувати час, тому ставив біля ванни дошку, що слугувала йому столом. У той фатальний день у кімнату до Марата була допущена жінка Шарлотта Корде, що несла діячеві петицію. І коли Марат читав того листа, жінка вбила його ножем. На картині Давіда Марат ще тримає перо в одній руці, а петицію — в іншій.
Картина викликає шок у глядача, що вперше її побачив, оскільки зображає фігуру мертвого політичного лідера, що спадає з ванни. Ніж вбивці досі перебуває на підлозі, як доказ нещодавньої трагедії. Теплі кольори скупо використані в картині (лише коло поранення Марата). Давід закликав глядача розділити біль і гнів, які він відчував через вбивство Марата.
Проте картина Давіда зображає лише один бік історії, є пропагандою. Марат був прихильником насильства в політиці, і лише вбивство зупинило його заклики до терору. А Давід у своїй картині намагався вплинути на точку зору глядача і показати драматичність цього сюжету, подав Марата — як жертву ворогів революції.

## Після перевороту

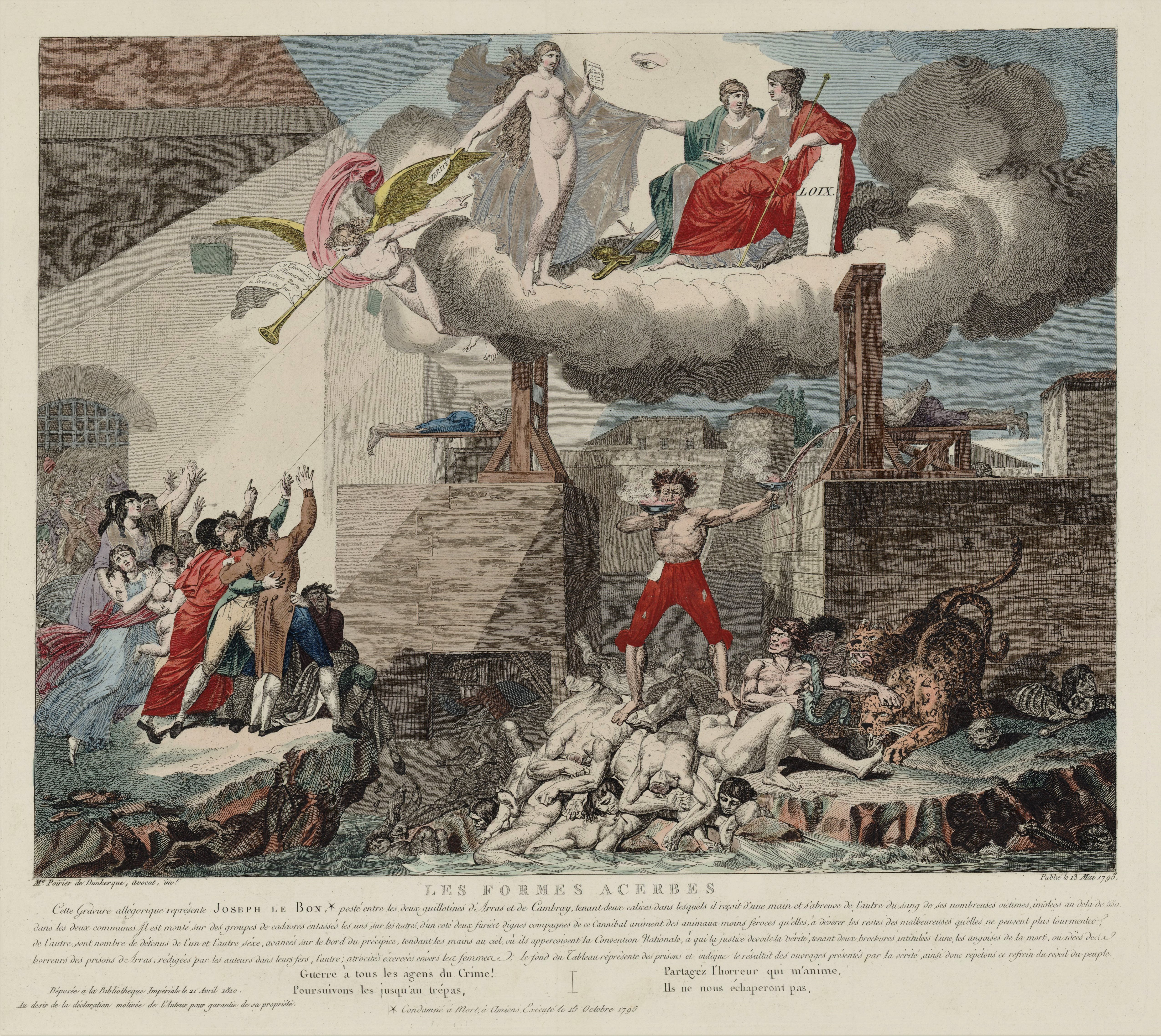
Революція поглинає власних дітей, гравюра

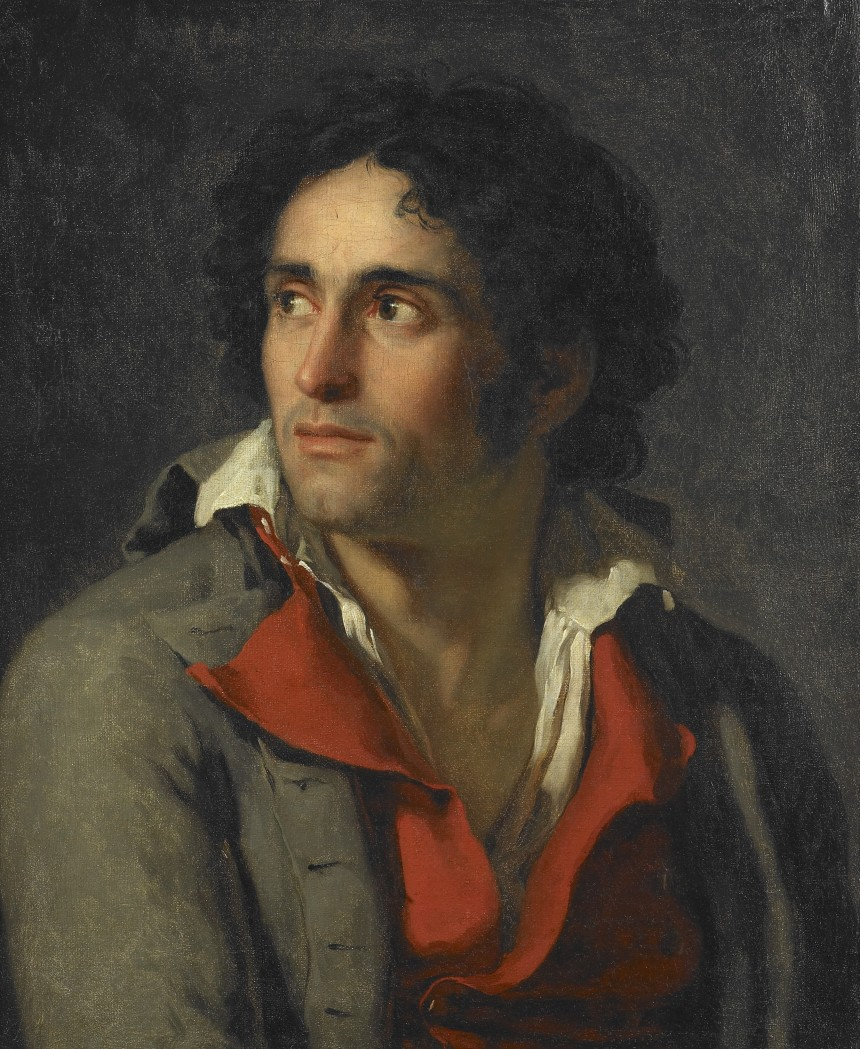
«Вартовий художника в ув'язненні», 1794

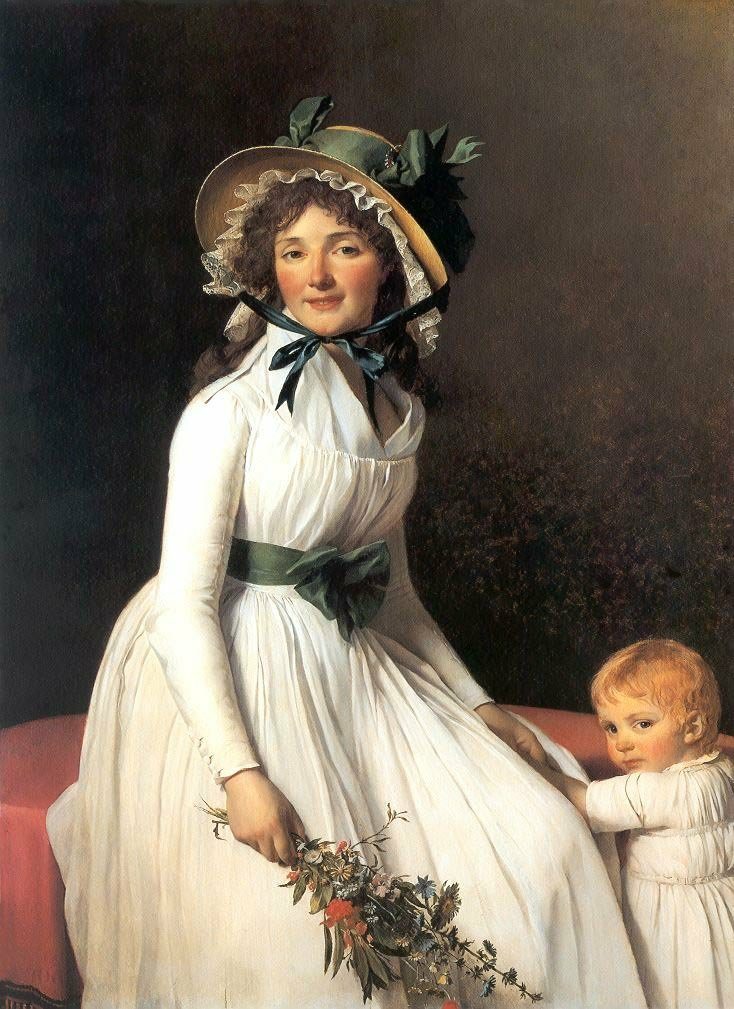
«Портрет мадам Серізіа з сином», 1795, Лувр

Давід оминув небезпеки в часи терору, але зазнав двох арештів після чергового перевороту і зміни політиків при владі. Після перевороту і страти Робесп'єра, Сен-Жуста — Давід вимушено відходить від активної участі в політиці та діяльності на користь нової влади.
У 1799 р. після чергового перевороту військових — владу отримав молодий генерал Наполеон Бонапарт. Давід відійшов від політики і зосередився на приватному житті, набрав учнів. Його творчість цих років — абсолютно позбавлена суспільних тем і суспільного значення. Серед найцікавіших робіт — портрети (зокрема мсьє Серізіа, мадам Серізіа з сином). Це зображення людей, що пережили лихоліття революційних подій і зосереджені на приватному житті. Політикам не було діла до них, а їм не було діла до політиків.
Але про художника згадали. Його здібності знадобилися новій аристократії, яка почала формуватися у військовому і родинному оточенні Наполеона. Їм був потрібен майстер, що був здатен своїм мистецтвом уславити їхні військові перемоги, їхню велич, що нічим не поступалась величі європейських монархій. Наполеон став спочатку першим консулом, а згодом — імператором Франції, приховуючи це відповідністю державним інтересам Франції і необхідністю мати штиб, який би урівнював його з європейськими монархами. Розпочалися наполеонівські війни і створення французької імперії. Республікансько налаштовані особи відходять від Наполеона, усвідомивши якісні зміни в політиці Бонапарта (композитор Бетховен розчаровано вигукнув «Він такий же — як усі!». Воювати на боці Наполеона заради імперської мети відмовився генерал Тадеуш Костюшко та ін.). Давід — навпаки, підтримав Наполеона і почав виконувати замови його самого, його родинного та військового оточення. Стиль робіт художника в черговий раз змінився — став величним, відчуженим, холодно-офіціозним, віртуозне виконання не пом'якшували ні яскраві фарби, ні золоте шитво генеральських строїв, ні золото новітніх, ампірних меблів та інтер'єрів. Згодом Давід посів місце головного майстра при дворі Наполеона. Холодною імперською величчю віє від ходульних полотен Давіда, серед яких «Коронація Наполеона», «Роздача імперських орлів на прапори наполеонівських загонів», «Наполеон на перевалі Сен-Бернар». Для останньої Наполеон навіть відмовився позувати. Лише прислав до майстерні Давіда власний військовий стрій, чоботи та трикутний капелюх, які одягли на старшого сина художника для позування.

## Наполеон у своєму кабінеті (1812)
Давід був придворним художником Наполеона. Наполеон розумів важливість пропаганди, а Давід міг майстерно втілити потрібну пропагандистську програму, котру замовляв Наполеон. Прикладом цього є портрет Наполеона, що має назву «Наполеон у своєму кабінеті». На ньому імператор зображений біля стола, на якому розміщені папери державного значення. Годинник показує, що вже четверта година. І свічка, що горить позаду імператора, вказує на те, що зараз ніч, а не вечір. Отже, поки громадяни мирно сплять, імператор продовжує піклуватись про їхній добробут, що було компліментом художника гордовитому і жорстокому політику.

## Поразка Наполеона

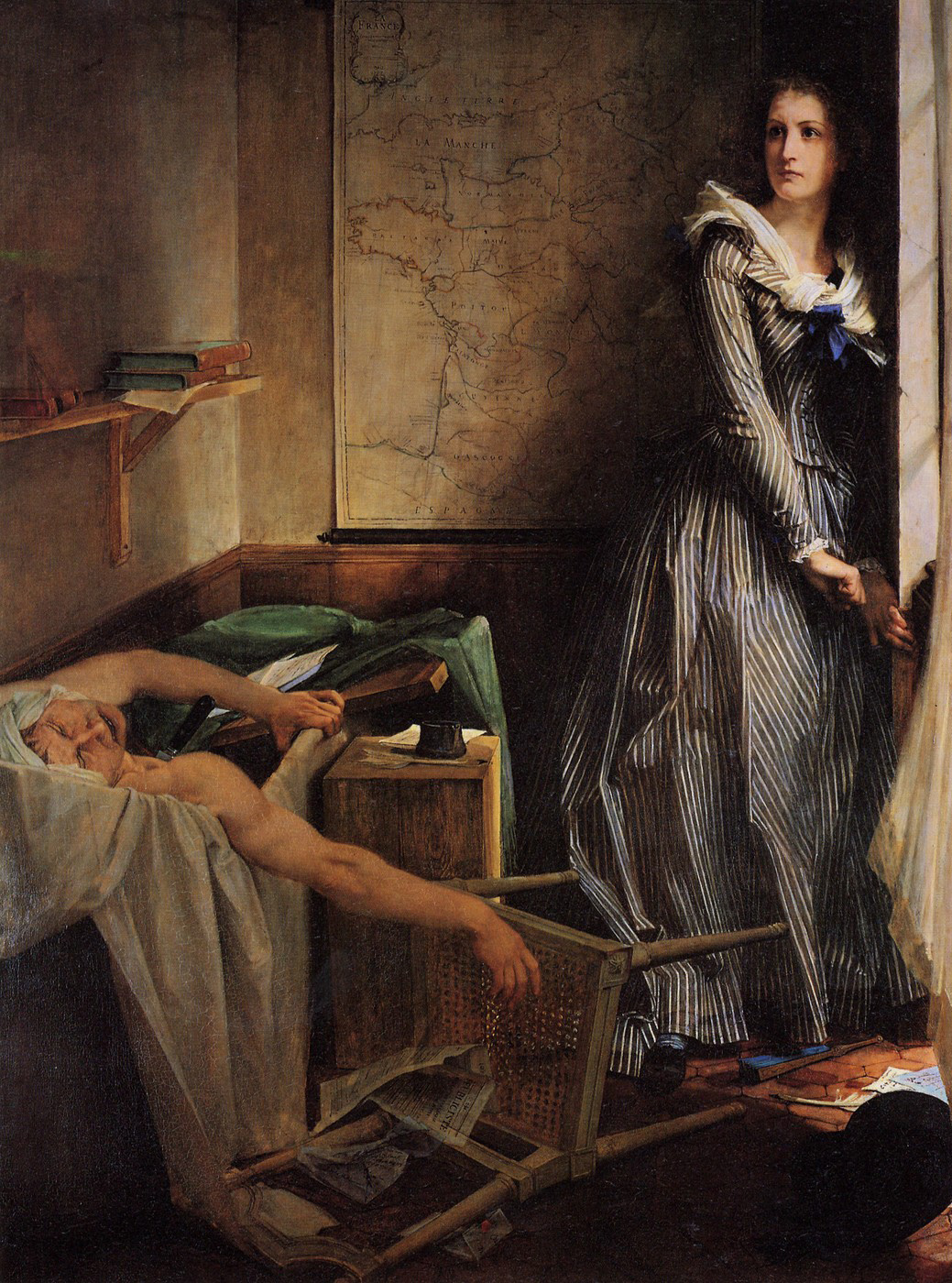
Худ. Поль Бодрі, Убивство Марата, або «Шарлота Корде»

Давід став вимушеним свідком велетенської поразки Наполеона від об'єднаних армій європейських монархій, ліквідації французької імперії, заслання Наполеона на віддалений острів, свідком відновлення королівської влади у Франції. Трагедія країни, що довірилась Наполеону, тисячі загиблих і замерзлих на полях боїв, тисячі удів і сиріт у Франції, що зазнала поразки — ніяк не відбилися в творчості художника, якого назвуть літописцем доби. Художник теж навчився приховувати власні уподобання. До того ж консервативний за характером живопис не встигав за надто стрімким перебігом подій.
Художнику вдруге пригадали наближеність до Наполеона та його оточення — і він вкотре зазнав відсторонення від позицій провідного майстра доби. Твори Давіда (як учасника революції, що голосував за страту короля) було заборонено купувати для збірок Російської імперії, їх не купував і російський імператор, що збирав у Франції відомі картини для колекції Імператорського Ермітажу. У Парижі і Франції розмістили окупаційний корпус.
У роки революції нищили і палили портрети королів Франції та аристократів. З відновленням монархії у Франції після 1814 р. розпочалася компанія знищення портретів Наполеона Бонапарта та його оточення. Частка картин доби революції знищена, частка картин Давіда, подарованих республіканському тоді уряду — повернута художнику, частка — продана за кордон. Відновлена монархія підтримала ворогів революції і в країні розпочався культ убивці Марата — Шарлоти Корде.

## Еміграція. Останні роки

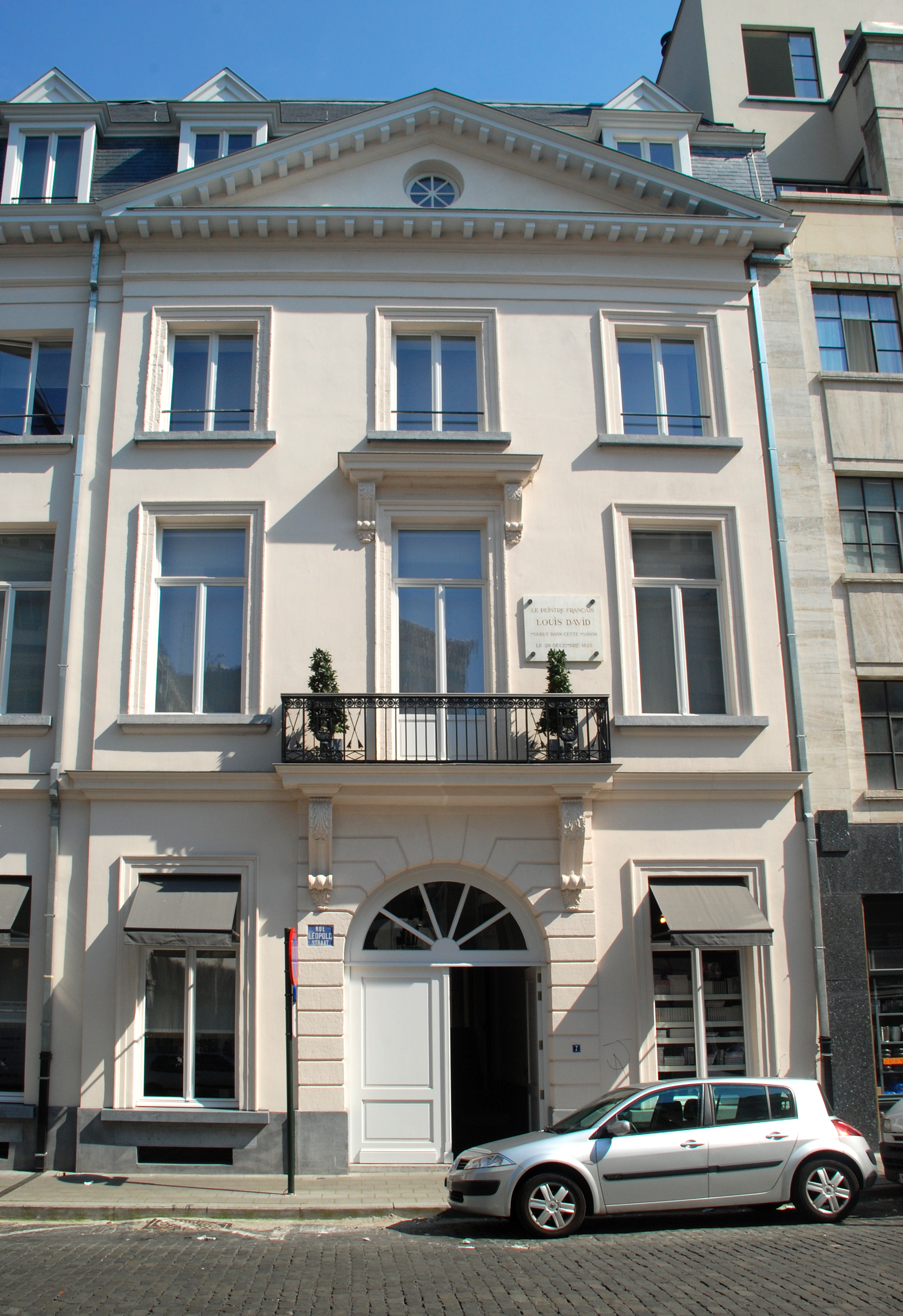
Будинок Давіда в Брюсселі в роки еміграції.

Французький король видав наказ про покарання живих діячів французької революції. Всі ті, хто голосували за страту короля, підлягали до довічного вигнання з країни.
Давід у 68 років вимушено емігрував у франкомовний район Бельгії, куди емігрувала значна кількість республіканські налаштованих французів. Художнику дозволено було забрати як власне майно, так і картини революційної тематики — «Смерть Марата» та «Смерть ле Пеллетьє». Дев'ятого січня 1816 р. разом з дружиною він відбув у заслання. У засланні писав портрети і легковажні міфологічні сюжети. Саме ці жанри ще користувались попитом в еміграції і приносили старому майстру прибуток. Помер у Брюсселі від інсульту.
Королівський уряд Франції відхилив прохання родини поховати померлого у Франції. Раз у раз це прохання відхиляли і нові володарі Франції й надалі. Поступкою був лише дозвіл на поховання серця художника на цвинтарі Пер Лашез. Війна з художником продовжилася і після його смерті.

## Учні
- Давид д'Анже (1788—1856)
- Антуан Жан Гро (1771—1835)
- Хосе Мадрасо (1781—1859)
- Ан-Луї Жироде де Русі-Тріозон  (1767—1824)
- Франсуа Жерар (1770—1837)
- Франсуа Гране (1775—1849)
- Огюст де Форбен (1777—1841)
- Франсуа Піко (1786—1868)
- Луї Ерсан

## Вибрані твори
- «Двобій Марса і Венери», 1771
- «Діти Ніоби, яких постріляли Діана і Аполлон»
- «Смерть філософа Сенеки»
- «Лікар Ерасистрат відкриває причину хвороби Антіоха», 1774
- «Св. Єронім»
- «Св. Рох перед Богородицею», Марсель
- «Портрет графа Потоцького верхи», 1781, Національний музей, Варшава
- «Велізарій просить милостиню», 1781, Палац витончених мистецтв (Лілль), франція
- «Присяга Гораціїв», 1784, Лувр
- «Смерть Сократа», 1787, Метрополітен-музей
- «Кохання Паріса та Єлени», 1788, Лувр
- «Ліктори приносять Бруту мертвих синів», 1789, Лувр
- «Андромаха біля гробу Гектора», Лувр, варіант — Москва
- «Портрет Антуана Лавуазьє з дружиною», 1788, Метрополітен-музей
- «Автопортрет», 1780-ті, Москва
- «Портрет Луїзи Трюден», 1792
- «Автопортрет», 1794
- «Портрет мадам Серізіа з сином», 1795, Лувр
- «Зеленщиця», 1795, Лувр
- «Сабінянки», 1799, Лувр
- «Наполеон на перевалі Сен-Бернар», 1800, Версаль
- «Мадам Рекам'є», 1800, Лувр
- «Папа римський Пій VII», 1805, Лувр
- «Сафо і Фаон», Ермітаж
- «Убитий ле Пеллетьє», 1793
- «Мадам Рекам'є», Лувр
- «Коронація Наполеона», 1805—1807, Лувр
- «Роздача імперських орлів на прапори наполеонівських загонів», 1810, Версаль
- «Наполеон у своєму кабінеті», 1812, Національна галерея мистецтв, Вашингтон
- «Археолог Антуан Монже з дружиною, Анжелікою Монже», 1812, Лувр
- «Автопортрет», 1813
- «Леонід під Термопілами», 1813
- «Портрет Етьєна Моріса Жерара», 1816, Метрополітен-музей
- «Мадам Морель де Тангрі з двома дочками», 1818
- «Портрет Жульєтти де Вільньов», 1822, Лувр

## Галерея

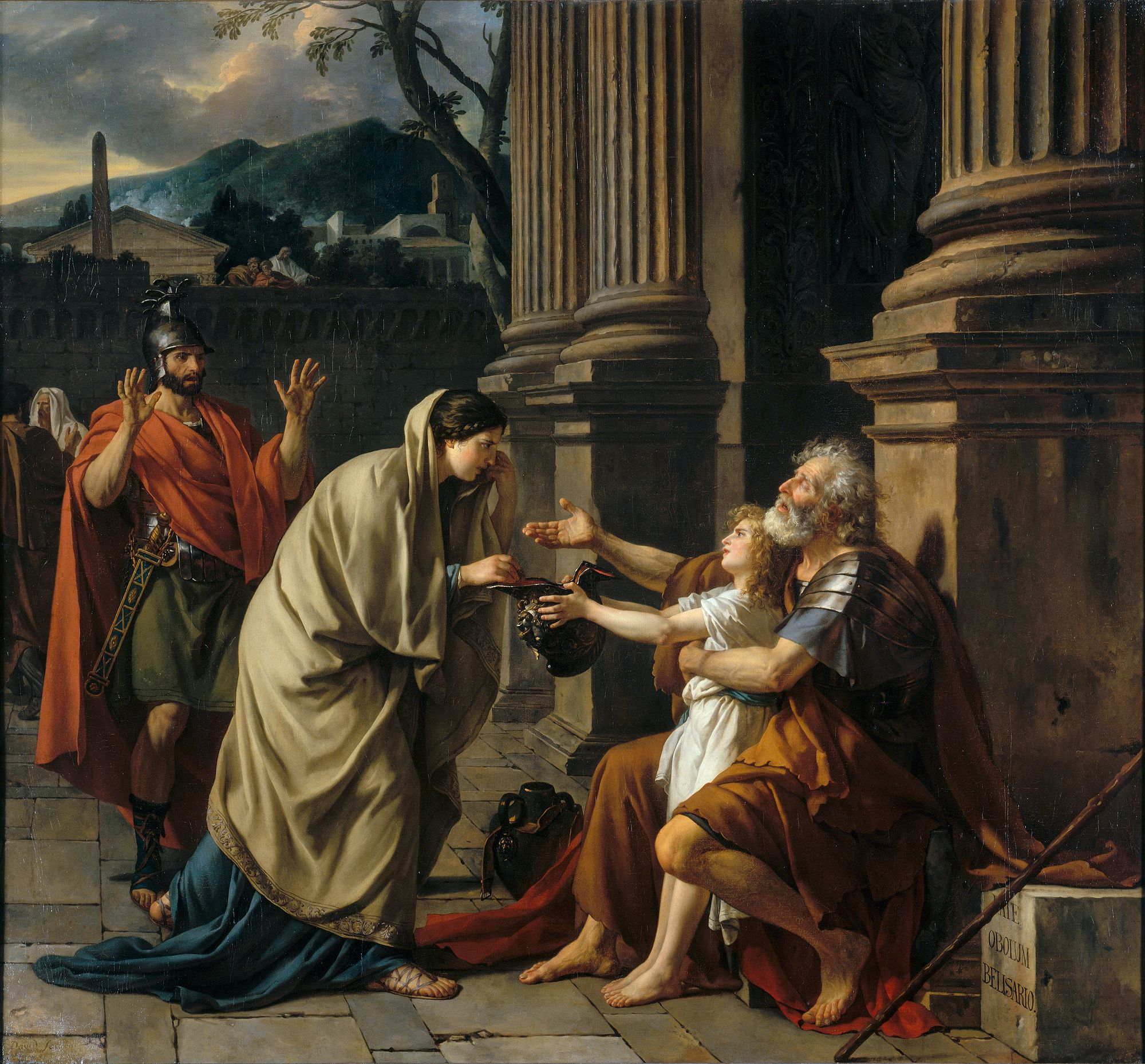
Велізарій просить милостиню, 1781, музей, Ліль.
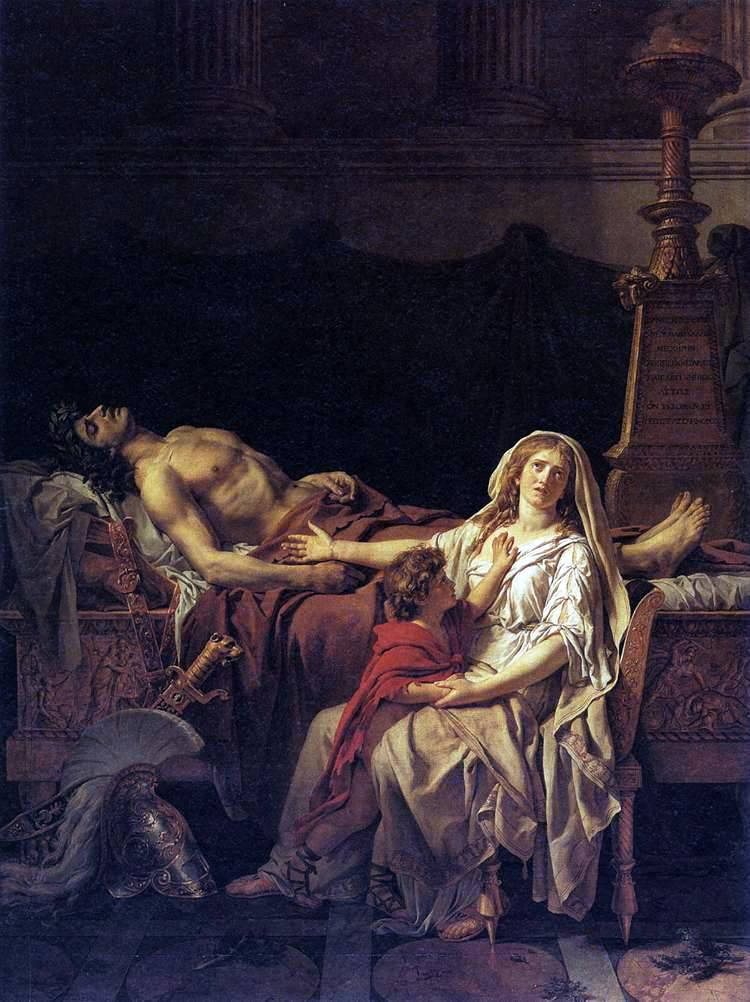
Андромаха тужить за Гектором (1783), Лувр, Париж
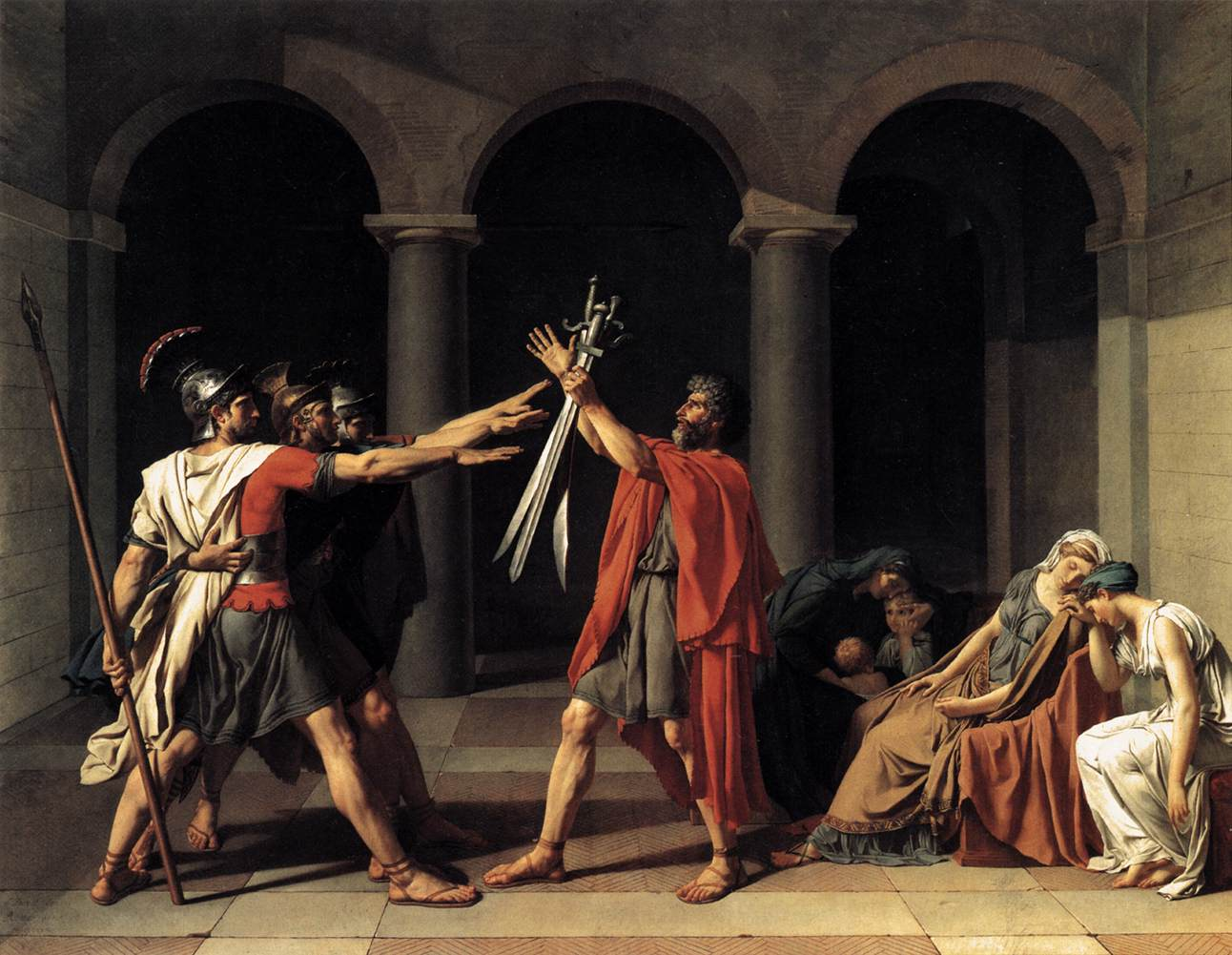
Присяга Гораціїв (1784)
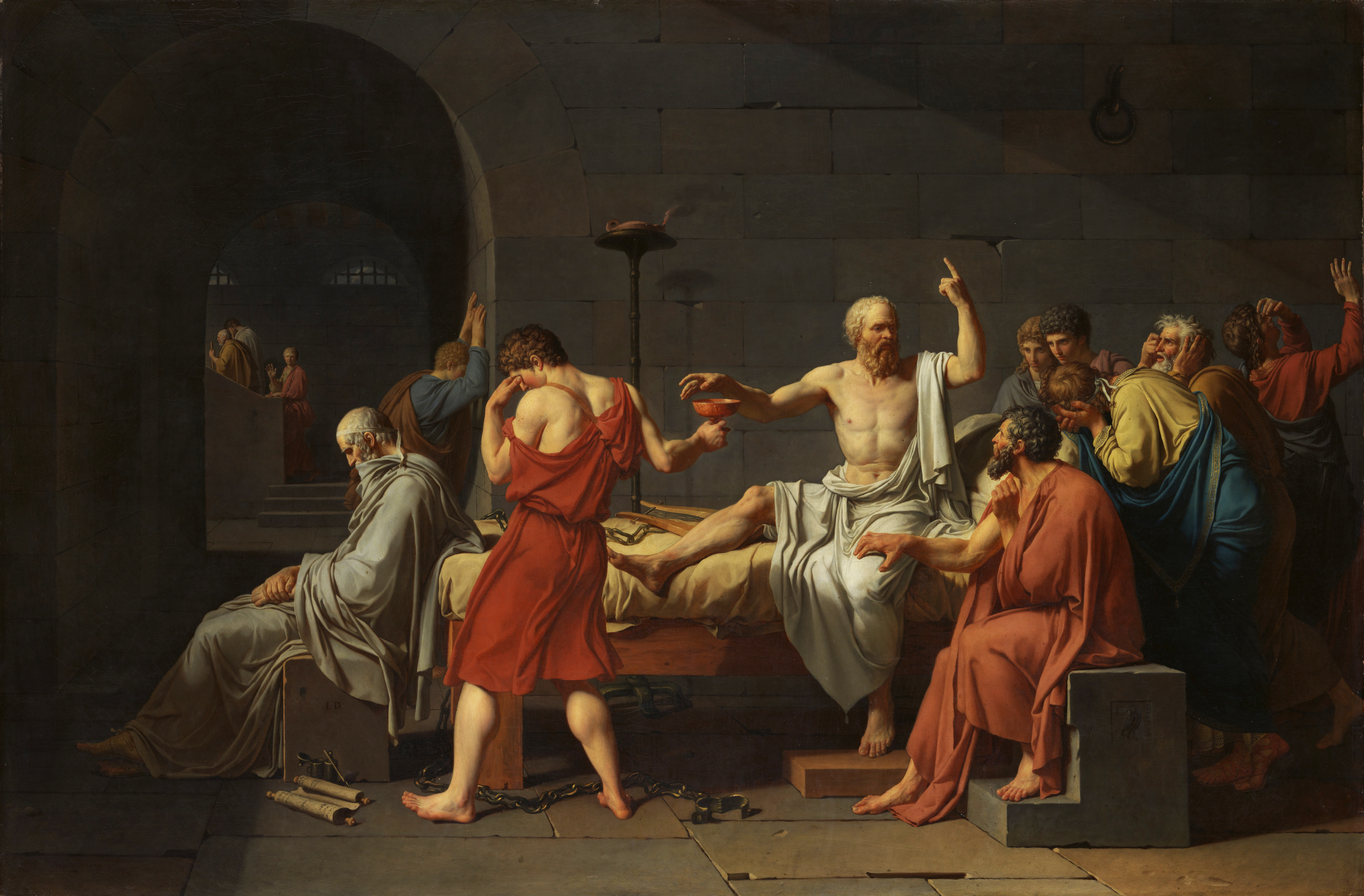
Смерть Сократа (1787), Метрополітен-музей, Нью-Йорк
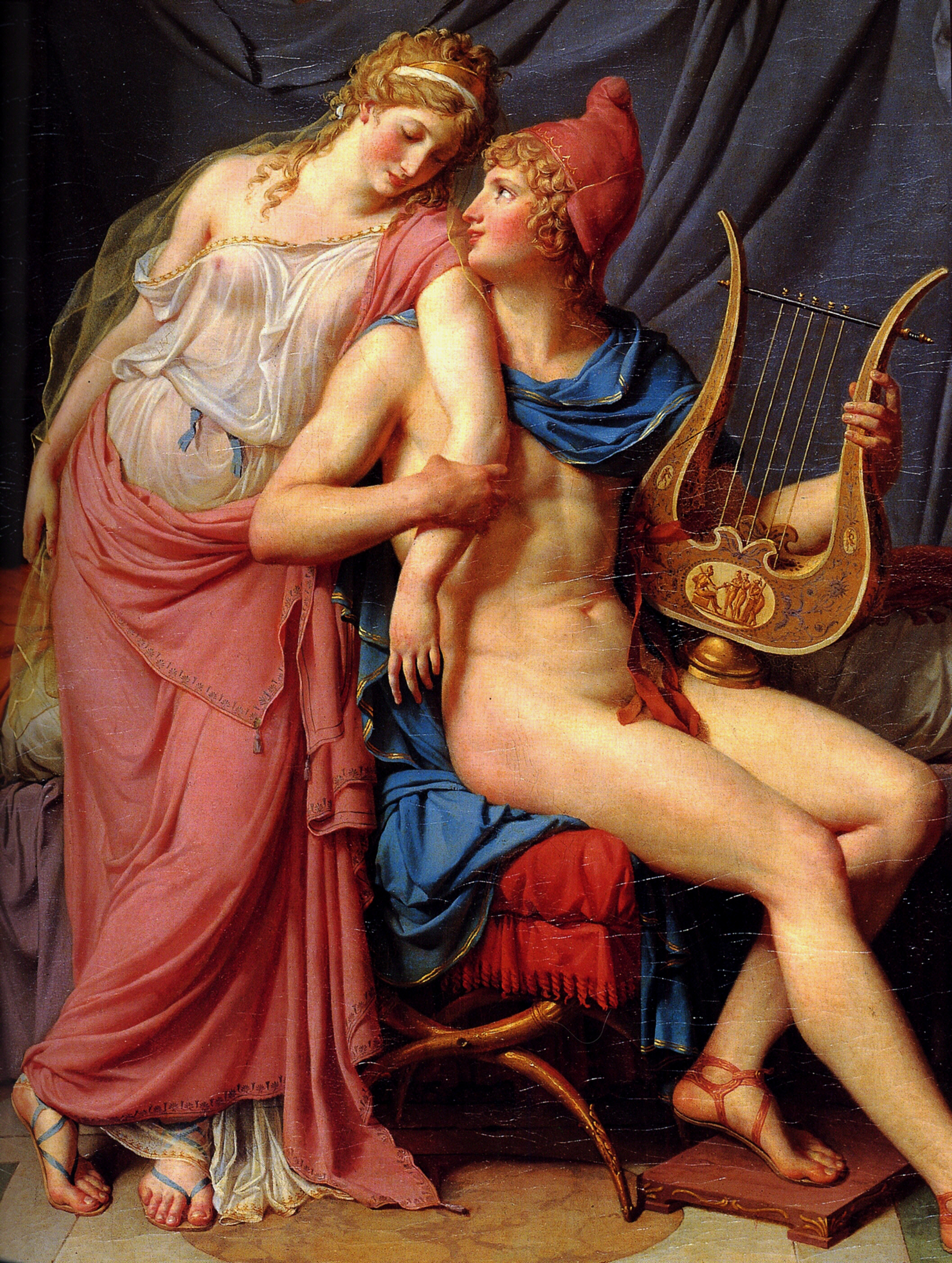
Кохання Паріса та Єлени (1788), Лувр, Париж
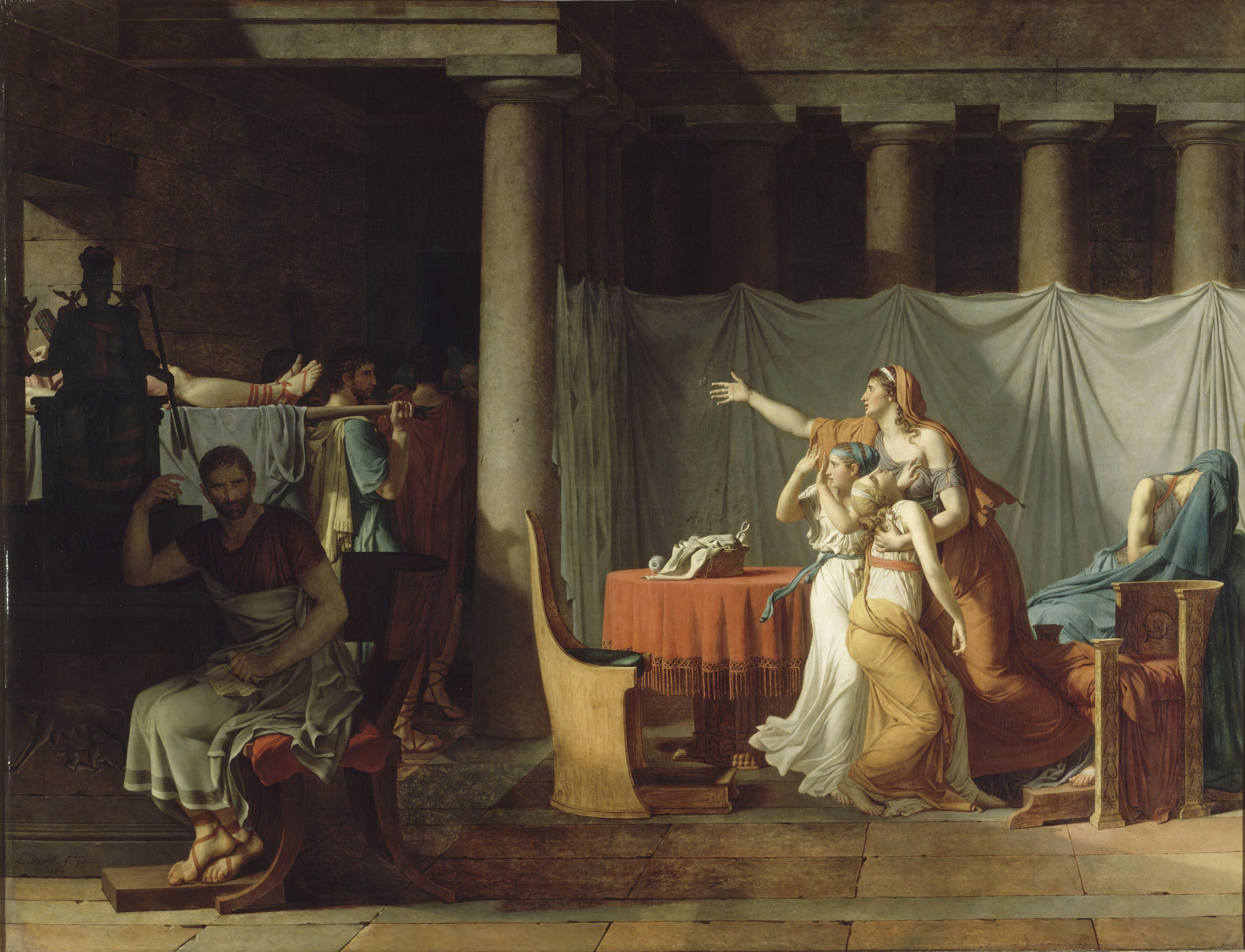
Ліктори приносять Брутові тіла його синів (1789), Лувр, Париж
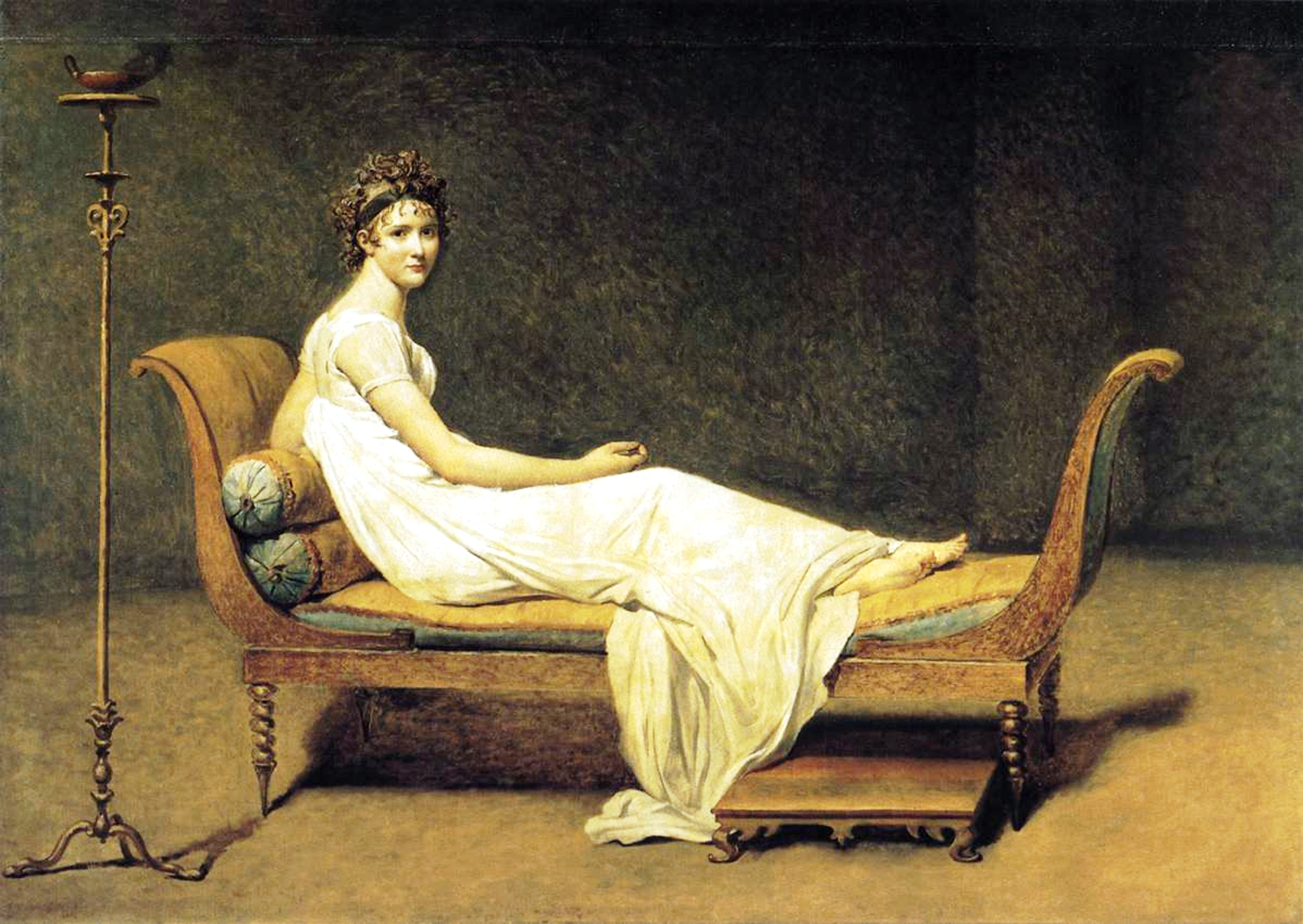
Мадам Рекам'є (1800), Лувр, Париж
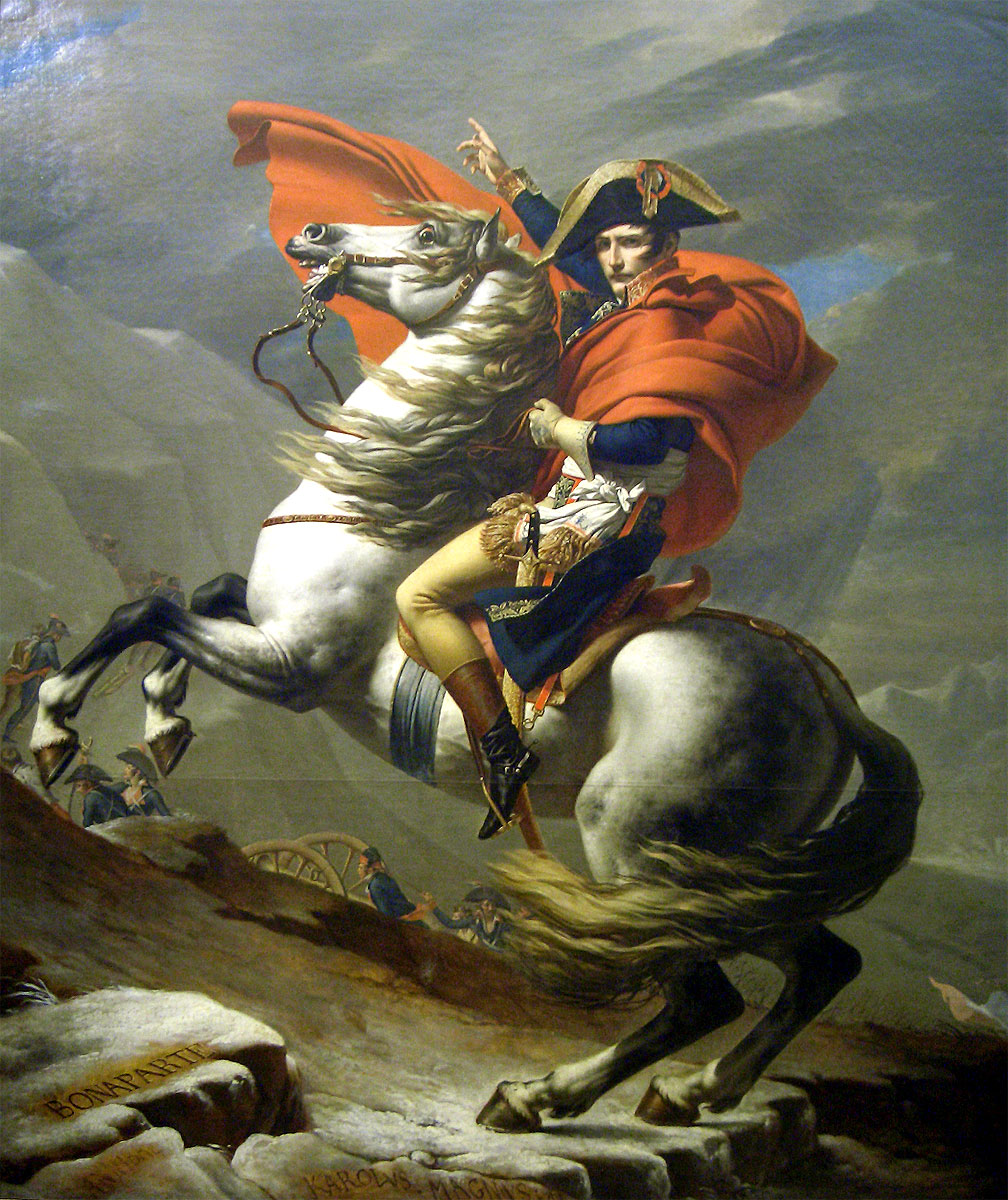
Наполеон на перевалі Сен-Бернар (1800)
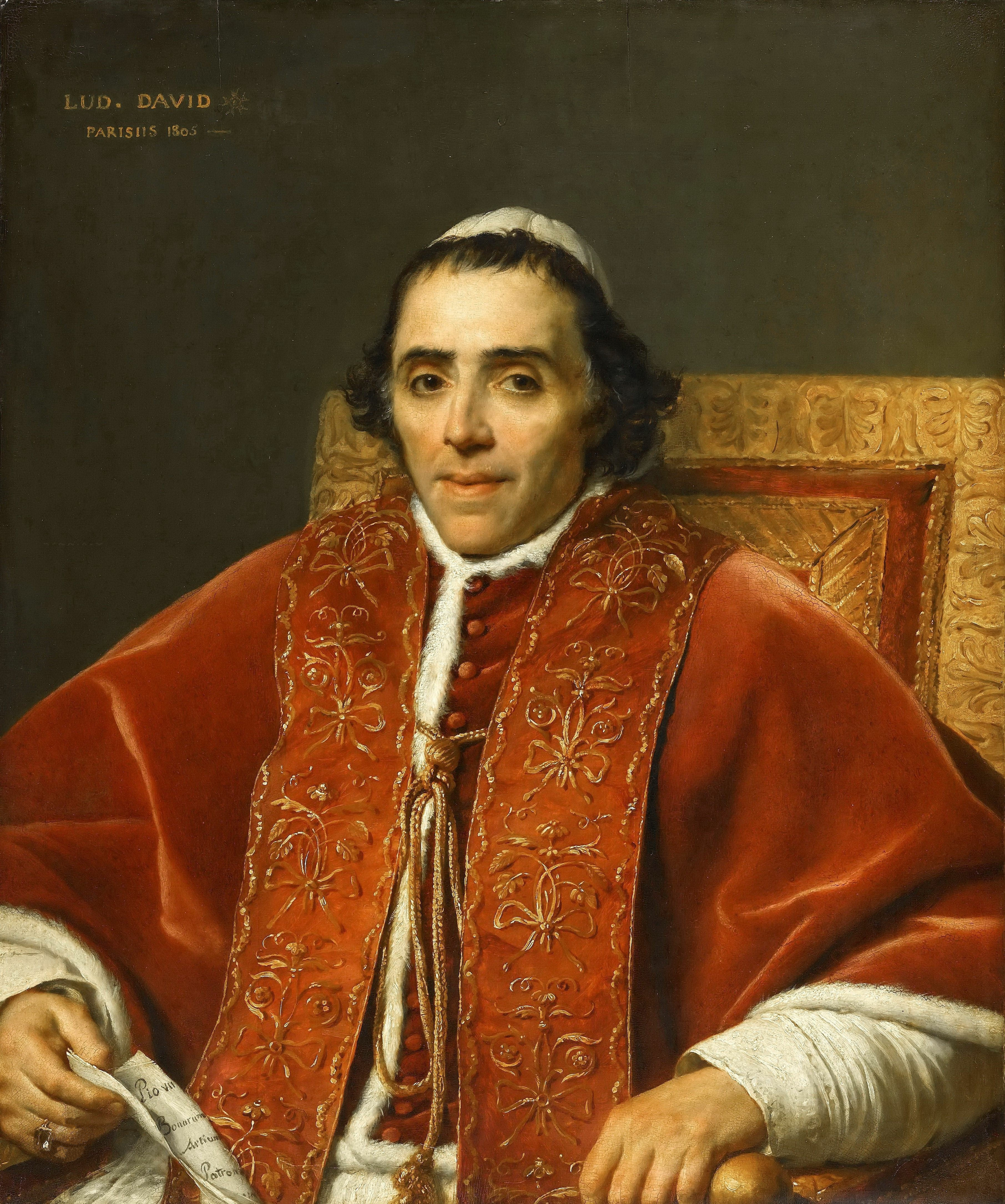
Папа Пій VII (1805), Лувр, Париж
Коронація Наполеона, (1806), Лувр, Париж
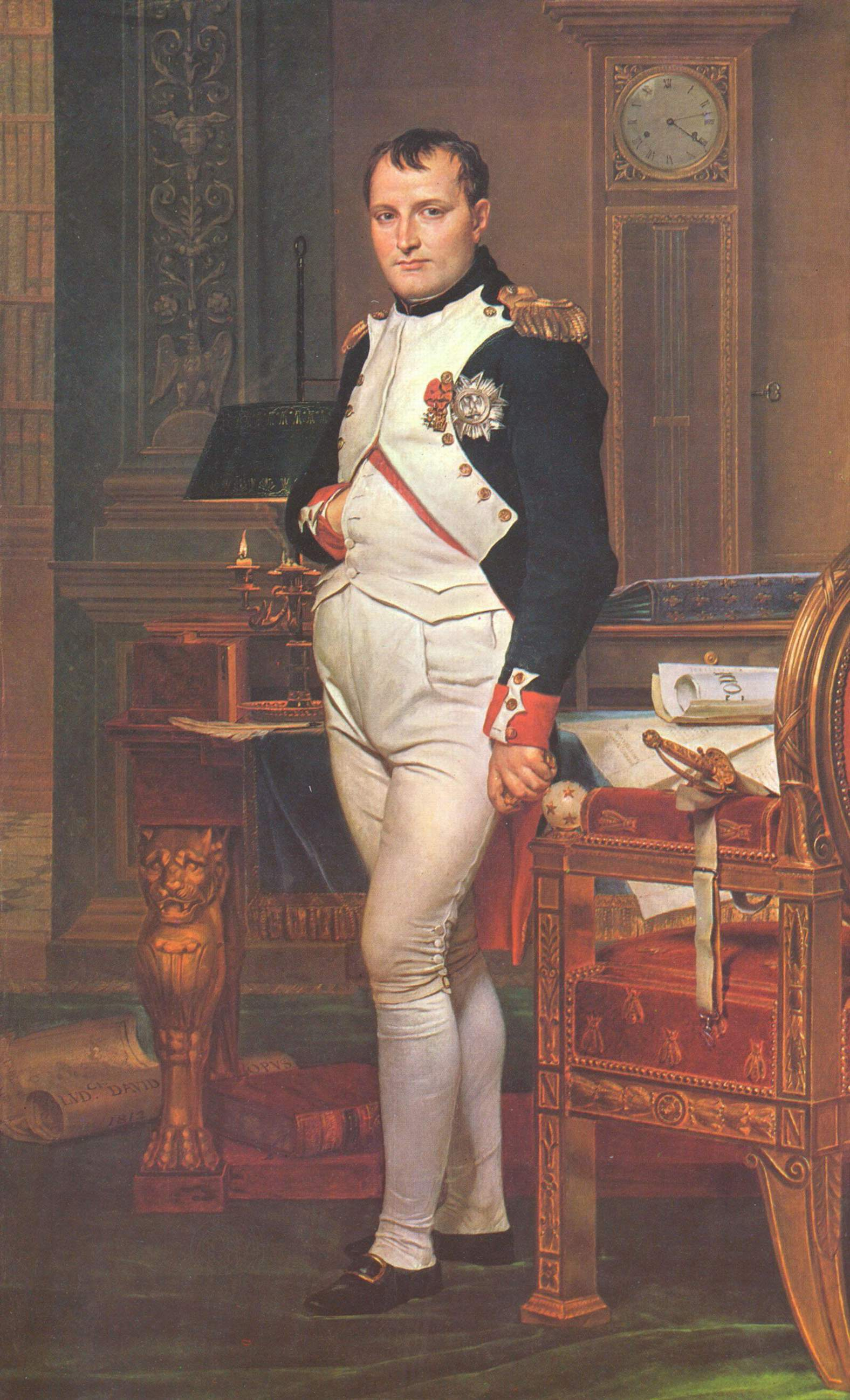
Наполеон у своєму кабінеті (1812), «Національна галерея мистецтв», Вашингтон
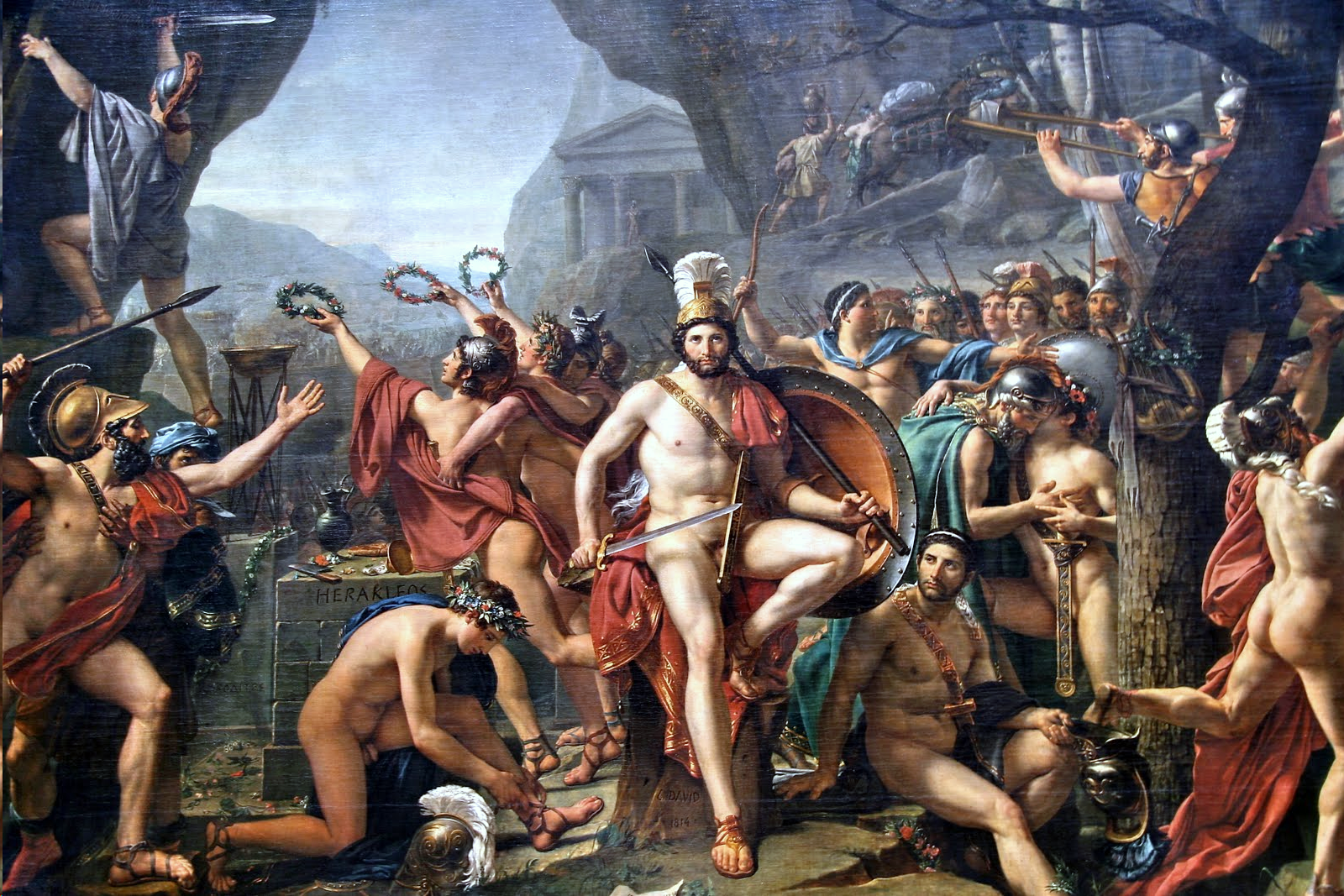
Леонід під Фермопілами (1814), Лувр, Париж
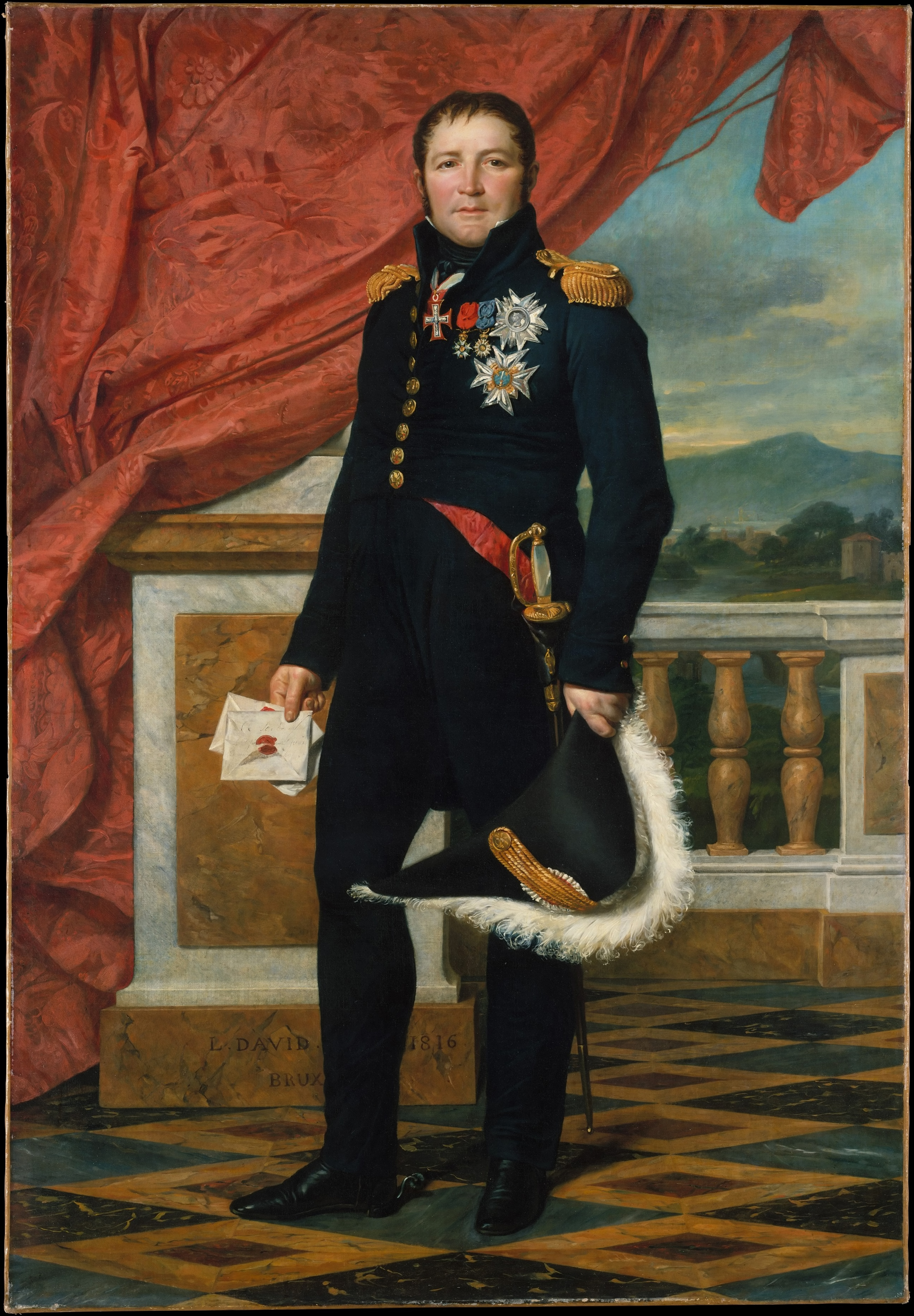
Портрет Етьєна Моріса Жерара (1816), «Метрополітен-музей», Нью-Йорк
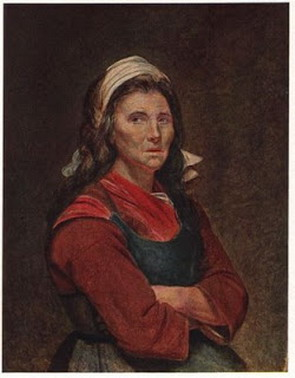
"Зеленщиця", 1795, Лувр
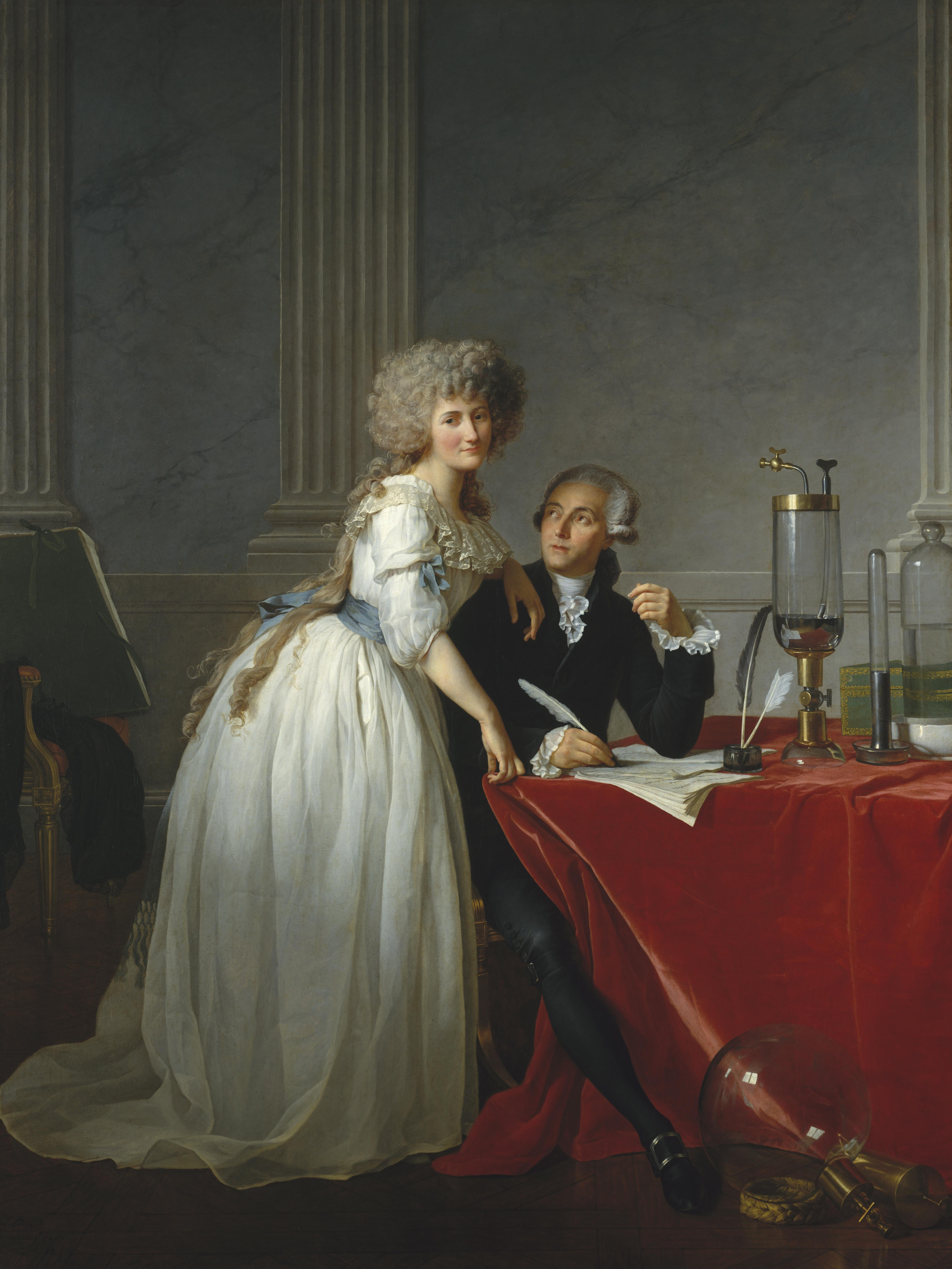
Портрет Антуана Лавуазьє з дружиною (1788), «Метрополітен-музей», Нью-Йорк
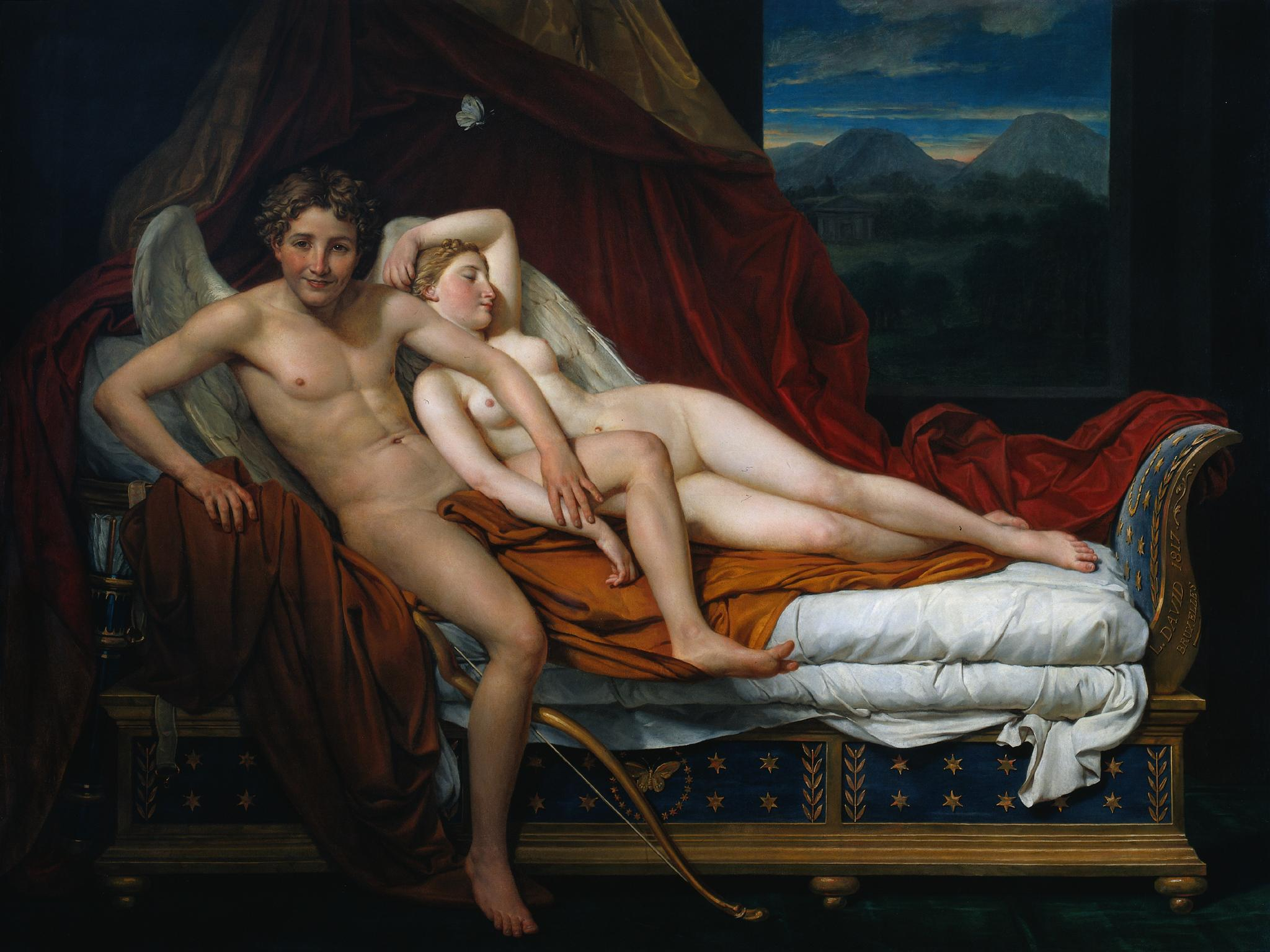
«Амур і Психея», 1817 рік. Картина, створена в засланні